# Dariusz Zięba
Dariusz Zięba (ur. 8 listopada 1972 w Koszalinie) – polski badmintonista i trener badmintona. 

## Kariera
Wielokrotny uczestnik i 28-krotny medalista mistrzostw Polski w badmintonie (6 złotych, 10 srebrnych, 12 brązowych) w grze pojedynczej, podwójnej oraz mikście. Uczestnik drużynowych mistrzostw Europy w Warszawie (2010) – wystąpił w dwóch meczach grupowych przeciwko Austrii i Litwie i oba pojedynki wygrał.
Zawodnik klubów m.in. Poloneza Warszawa, Bizona Płock, Orlicza Suchedniów, SKB Suwałki oraz LUKS Badminton Choroszcz, gdzie po zakończeniu kariery był trenerem. Szkoleniowiec polskich olimpijczyków (Kamila Augustyn, Przemysław Wacha) na igrzyskach olimpijskich w Londynie (2012).
Od 2010 mąż badmintonistki Nadieżdy Zięby, trzykrotnej olimpijki (Pekin 2008, Londyn 2012, Rio de Janeiro 2016) i mistrzyni Europy w mikście (Karlskrona 2012).

## Sukcesy
| Rok  | Miasto     | Zawody             | Konkurencja    | Wynik         | Klub                     | Partner           |
| ---- | ---------- | ------------------ | -------------- | ------------- | ------------------------ | ----------------- |
| 1991 | Suwałki    | Mistrzostwa Polski | gra pojedyncza | brązowy medal | Motus Koszalin           |                   |
| 1992 | Kraków     | Mistrzostwa Polski | gra pojedyncza | złoty medal   | Polonez Warszawa         |                   |
| 1993 | Kraków     | Mistrzostwa Polski | gra pojedyncza | srebrny medal | Polonez Warszawa         |                   |
| 1993 | Kraków     | Mistrzostwa Polski | gra podwójna   | złoty medal   | Polonez Warszawa         | Jacek Hankiewicz  |
| 1994 | Mielno     | Mistrzostwa Polski | gra pojedyncza | złoty medal   | Polonez Warszawa         |                   |
| 1994 | Mielno     | Mistrzostwa Polski | gra podwójna   | srebrny medal | Polonez Warszawa         | Jacek Hankiewicz  |
| 1995 | Rzeszów    | Mistrzostwa Polski | gra pojedyncza | złoty medal   | Polonez Warszawa         |                   |
| 1995 | Rzeszów    | Mistrzostwa Polski | gra podwójna   | brązowy medal | Polonez Warszawa         | Mariusz Borowiec  |
| 1996 | Suwałki    | Mistrzostwa Polski | gra pojedyncza | złoty medal   | Polonez Warszawa         |                   |
| 1996 | Suwałki    | Mistrzostwa Polski | gra podwójna   | złoty medal   | Polonez Warszawa         | Jacek Hankiewicz  |
| 1997 | Głubczyce  | Mistrzostwa Polski | gra pojedyncza | srebrny medal | Polonez Warszawa         |                   |
| 1997 | Głubczyce  | Mistrzostwa Polski | gra podwójna   | srebrny medal | Polonez Warszawa         | Robert Mateusiak  |
| 1998 | Kraków     | Mistrzostwa Polski | gra pojedyncza | srebrny medal | Polonez Warszawa         |                   |
| 1998 | Kraków     | Mistrzostwa Polski | gra podwójna   | brązowy medal | Polonez Warszawa         | Robert Mateusiak  |
| 1999 | Suwałki    | Mistrzostwa Polski | gra pojedyncza | srebrny medal | Polonez Warszawa         |                   |
| 2001 | Suwałki    | Mistrzostwa Polski | gra pojedyncza | srebrny medal | Bizon Płock              |                   |
| 2002 | Głubczyce  | Mistrzostwa Polski | gra pojedyncza | brązowy medal | Orlicz Suchedniów        |                   |
| 2002 | Głubczyce  | Mistrzostwa Polski | mikst          | brązowy medal | Orlicz Suchedniów        | Monika Bieńkowska |
| 2003 | Słupsk     | Mistrzostwa Polski | gra pojedyncza | srebrny medal | Ruch Piotrków Tryb.      |                   |
| 2003 | Słupsk     | Mistrzostwa Polski | mikst          | brązowy medal | Ruch Piotrków Tryb.      | Dorota Grzejdak   |
| 2004 | Słupsk     | Mistrzostwa Polski | gra pojedyncza | brązowy medal | SKB Suwałki              |                   |
| 2005 | Kraków     | Mistrzostwa Polski | gra pojedyncza | brązowy medal | SKB Suwałki              |                   |
| 2006 | Słupsk     | Mistrzostwa Polski | gra pojedyncza | srebrny medal | SKB Suwałki              |                   |
| 2007 | Suchedniów | Mistrzostwa Polski | gra pojedyncza | brązowy medal | SKB Suwałki              |                   |
| 2008 | Słupsk     | Mistrzostwa Polski | gra podwójna   | brązowy medal | SKB Suwałki              | Łukasz Moreń      |
| 2010 | Głubczyce  | Mistrzostwa Polski | gra pojedyncza | brązowy medal | LUKS Badminton Choroszcz |                   |
| 2011 | Słupsk     | Mistrzostwa Polski | mikst          | srebrny medal | LUKS Badminton Choroszcz | Nadieżda Zięba    |
| 2012 | Białystok  | Mistrzostwa Polski | gra pojedyncza | brązowy medal | LUKS Badminton Choroszcz |                   |